# Hendrik Adriaan van Willigen
Hendrik Adriaan van Willigen (Haaften, 27 oktober 1906 – aldaar, 23 februari 1986) was een Nederlands burgemeester.
Hij werd geboren als zoon van Mattijs Peter van Willigen die in 1916 de burgemeester werd van Haaften als opvolger van diens oom Peter Sofanus van Willigen. H.A. van Willigen was werkzaam bij de gemeentesecretarie van Herwijnen voor hij in augustus 1934 zijn vader opvolgde in Haaften. Met 27 jaar was hij toen een van de jongste burgemeesters van Nederland. In november 1971 ging hij met pensioen maar vanwege de gemeentelijke herindeling in West-Betuwe die eraan zat te komen bleef hij als waarnemend burgemeester nog even aan. Uiteindelijk zou Haaften nog blijven bestaan tot 1 januari 1978 toen het opging in de nieuwe gemeente Neerijnen. Aan het einde van zijn carrière was de intussen 71-jarige Van Willigen de oudste burgemeester van Nederland en hij was toen ruim 43 jaar burgemeester geweest. Hij overleed begin 1986 op 79-jarige leeftijd.
- Gemeinsame Normdatei: 116404477X
- Virtual International Authority File: 628153411776341700001